# هنري اندروز
هنري اندروز (بالإنجليزية: Henry Andrews )‏ (و. 1744 – 1820 م) هو عالم فلك من المملكة المتحدة .
توفي عن عمر يناهز 76 عاماً.